# Campeonato Mundial de Halterofilismo de 1938
O 24º Campeonato Mundial de Halterofilismo foi realizado em Viena, na Alemanha entre 21 a 23 de outubro de 1938. Participaram 38 halterofilistas de 11 nacionalidades. 

## Medalhistas
| Evento                | Ouro                           | Ouro     | Prata                             | Prata    | Bronze                       | Bronze   |
| --------------------- | ------------------------------ | -------- | --------------------------------- | -------- | ---------------------------- | -------- |
| Pena (60 kg)          | Georg Liebsch · Alemanha       | 305,0 kg | Attilio Bescapè · Reino da Itália | 300,0 kg | Anton Richter · Áustria      | 297,5 kg |
| Leve (67,5 kg)        | Tony Terlazzo · Estados Unidos | 350,0 kg | Attia Hamouda · Egito             | 342,5 kg | Karl Schwitalle · Alemanha   | 332,5 kg |
| Médio (75 kg)         | Adolf Wagner · Alemanha        | 367,5 kg | Rudolf Ismayr · Alemanha          | 360,0 kg | John Terpak · Estados Unidos | 357,5 kg |
| Meio-pesado (82,5 kg) | John Davis · Estados Unidos    | 387,5 kg | Fritz Haller · Áustria            | 377,5 kg | Louis Hostin · França        | 372,5 kg |
| Pesado (+ 82,5 kg)    | Josef Manger · Alemanha        | 410,0 kg | Steve Stanko · Estados Unidos     | 397,5 kg | Arnold Luhaäär · Estónia     | 390,0 kg |

## Quadro de medalhas
| Ordem | País            | Medalha de ouro | Medalha de prata | Medalha de bronze | Total |
| ----- | --------------- | --------------- | ---------------- | ----------------- | ----- |
| 1     | Alemanha        | 3               | 1                | 1                 | 5     |
| 2     | Estados Unidos  | 2               | 1                | 1                 | 4     |
| 3     | Áustria         | 0               | 1                | 1                 | 2     |
| 4     | Egito           | 0               | 1                | 0                 | 1     |
| 4     | Reino da Itália | 0               | 1                | 0                 | 1     |
| 6     | Estónia         | 0               | 0                | 1                 | 1     |
| 6     | França          | 0               | 0                | 1                 | 1     |
| Total | Total           | 5               | 5                | 5                 | 15    |